# Rete ovarii

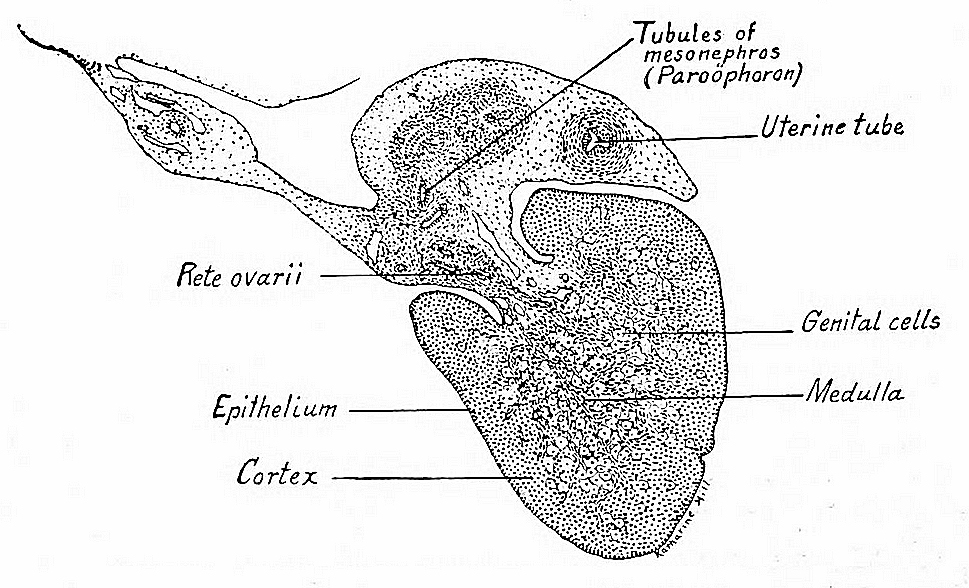
Sektion eines embryonalen Eierstocks (1915) – mit Beschriftung des Rete ovarii

Das Rete ovarii (Plural: Retia ovarii, von lateinisch rete ovarii ‚Eierstocknetz‘) ist Teil der Geschlechtsorgane weiblicher Säugetiere. Das Rete ovarii ist jeweils mit den beiden Eierstöcken verbunden. Es besteht aus Epithelgewebe und ist ein Hilum, das heißt eine Eintrittstelle von Nerven und Blutgefäßen in den Eierstock.

## Aufbau und Funktion

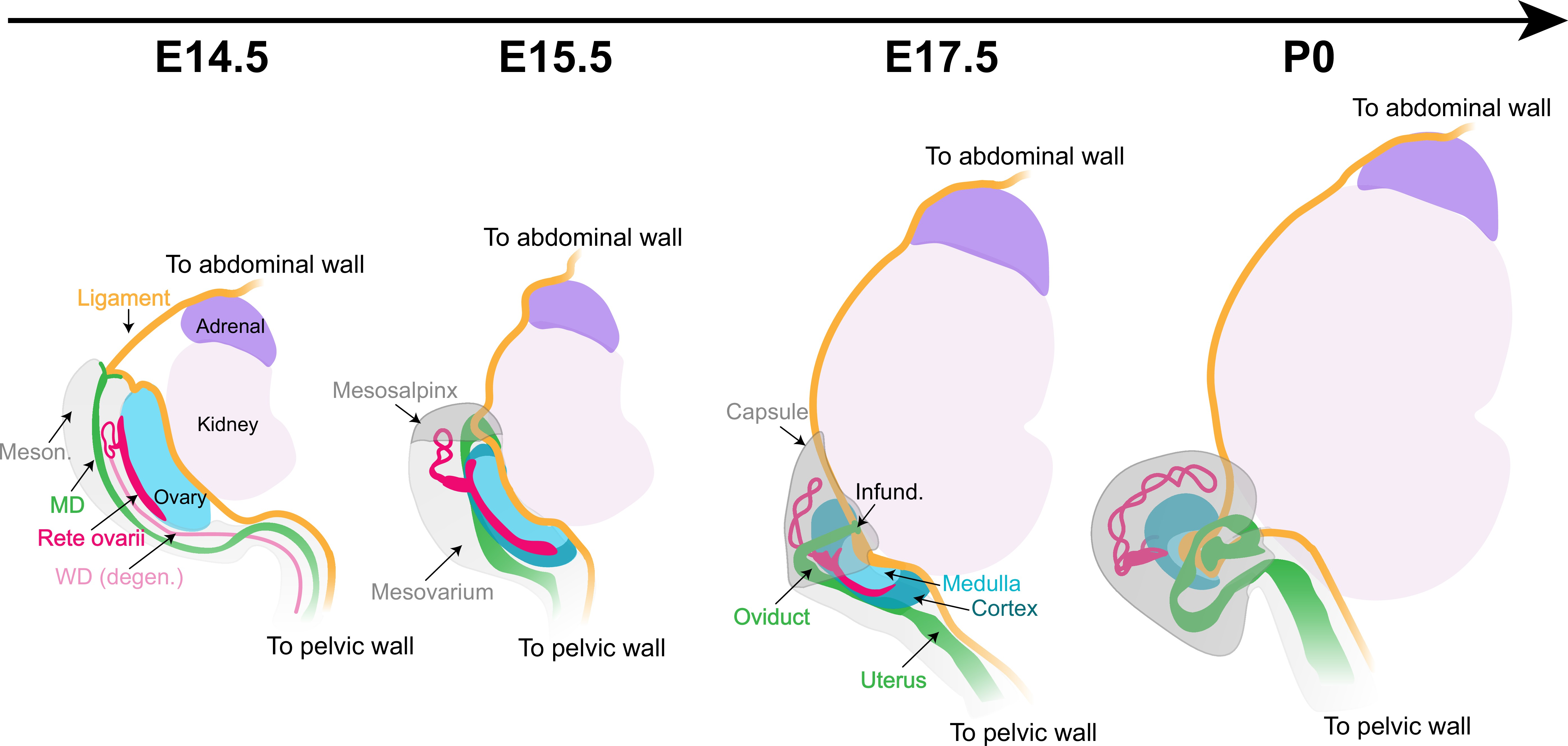
Morphogenese des fötalen Eierstocks der Maus – Das Rete ovarii ist in Rot/Magenta abgebildet.

Das Rete ovarii gliedert sich in mehrere Teile mit vermutlich unterschiedlichen Funktionen:
1. Das extraovarielle Rete (englisch extraovarian rete): Es setzt sich zusammen aus Epithelzellen, die als einfach gewundene Röhrchen (Tubuli) mit einem Endstück bestehen und Flimmerhärchen haben. Sie haben die Fähigkeit zum Transport von Zellen und Proteinen. Es umgibt die Eierstöcke.
2. Das verbindende Rete (connecting rete): Es besteht aus säulenhaften Zellen. Es verbindet das extraovarielle mit dem intraovariellen Rete.
3. Das intraovarielle Rete (intraovarian rete): Es ist zusammengesetzt aus einer dünnen Gewebeschicht flacher Zellen, die verzweigt sind und ein Netzwerk dünner Zellstränge aus je ein bis drei Zellen bilden. Dieser Teil befindet sich in den Eierstöcken selbst.

Weil das Rete ovarii am Eierstock anliegt und in seine Umgebung eingebunden ist, wird davon ausgegangen, dass es sowohl zur Entwicklung als auch zur Homöostase der Eierstöcke beiträgt. Die genaue Körperfunktion war im Jahr 2025 jedoch noch nicht bekannt. Das Rete ovarii reagiert offenbar auf Hormonschwankungen und gibt dann vermutlich proteinhaltige Flüssigkeit in den Eierstock ab. Es wird vermutet, dass es einen Einfluss auf den Hormonhaushalt, die Embryogenese der Eierstöcke sowie auf die Zystenbildung hat.
Vermutlich kommt das Rete ovarii bei allen Säugetieren vor. Belegt ist es bei Hirschmäusen, Hunden, Kamelen, Katzen, Kühen, Mäusen, Meerschweinchen, Menschen, Schafen, Schweinen und Weißwedelhirschen.

## Forschungsgeschichte

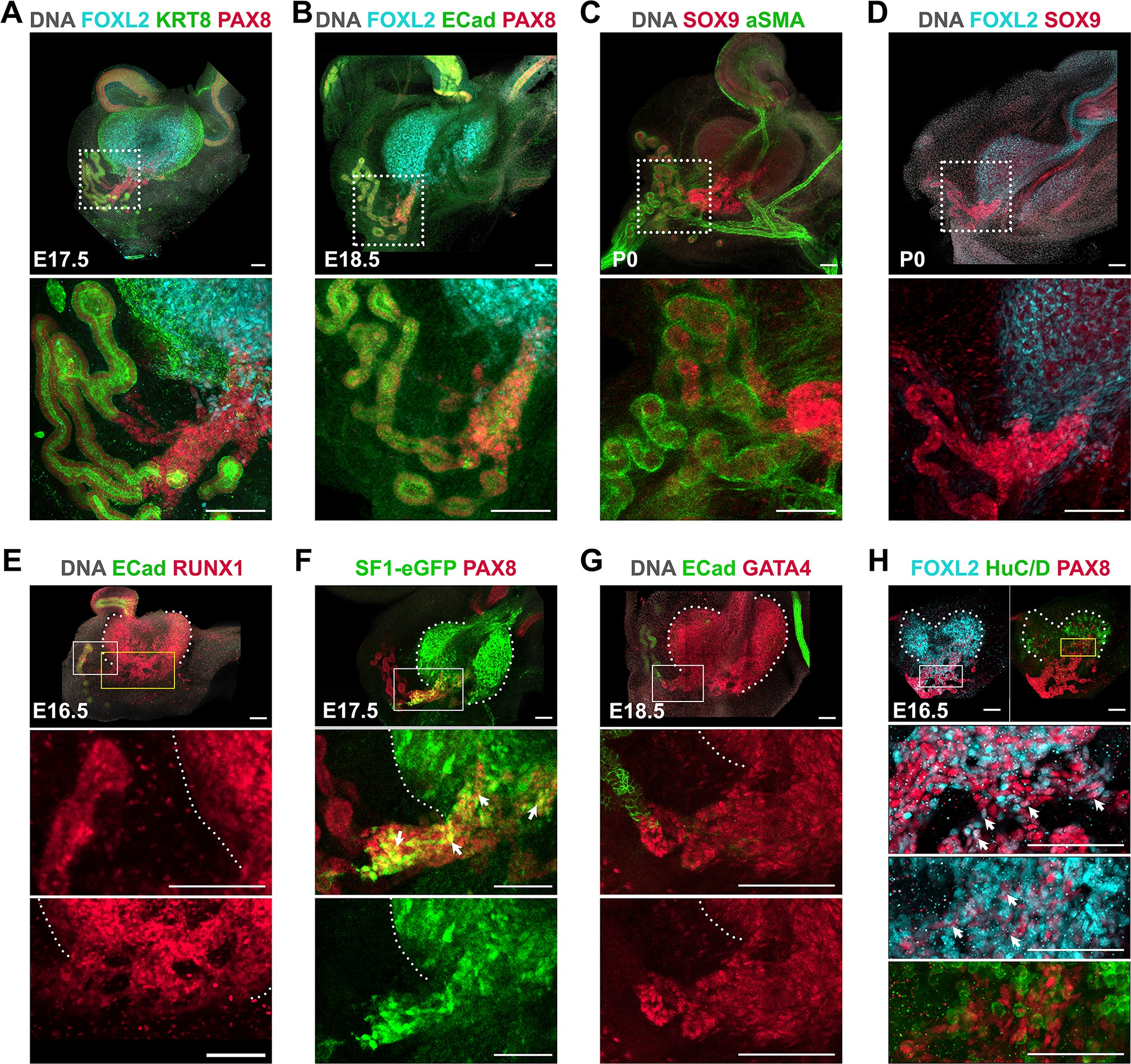
Darstellung bekannter epithelialer und gonadaler Marker in den verschiedenen Regionen des Rete ovarii (2025)

Das Rete ovarii wurde bereits von Wilhelm von Waldeyer-Hartz im Jahr 1870 beschrieben. In frühen Ausgaben von Gray’s Anatomy ist es abgebildet, auch im Jahr 1922 findet es sich einzeln. In den Folgejahrzehnten fand das Organ wenig Beachtung. Zwischen 1971 und 2000 weist Pubmed nur 58 Arbeiten aus. In den tieranatomischen Lehrbüchern wurde es aber bis in die Gegenwart durchgehend dargestellt. 1985 verfassten Wenzel und Odend'hal ein umfangreiches Review.
Das Rete ovarii wurde als Entsprechung zum männlichen Rete testis des Hoden betrachtet. Bis in die 2020er Jahre wurde vermutet, dass es sich im weiblichen Geschlechtstrakt zurückbilden würde und funktionslos wäre. Neuere Untersuchungen weisen allerdings auf eine Funktionalität auch im weiblichen Körper hin.
Im Jahr 2022 befasste sich die Entwicklungsbiologin Jennifer McKey an der Duke University bei einer Untersuchung an den Eierstöcken der Maus detaillierter mit dem Rete ovarii. Da es ihr unbekannt war, verfasste sie im Jahr 2022 einen ersten Aufsatz und im Jahr 2025 eine Studie gemeinsam mit Dilara N. Anbarci, Daniel S. Levic, Michel Bagnat und Blanche Capel. Schließlich konnte bestätigt werden, dass das Rete ovarii das ganze Leben lang erhalten bleibt, sich nicht zurückbildet und eigene Funktionen hat.